# Lordelo do Ouro e Massarelos

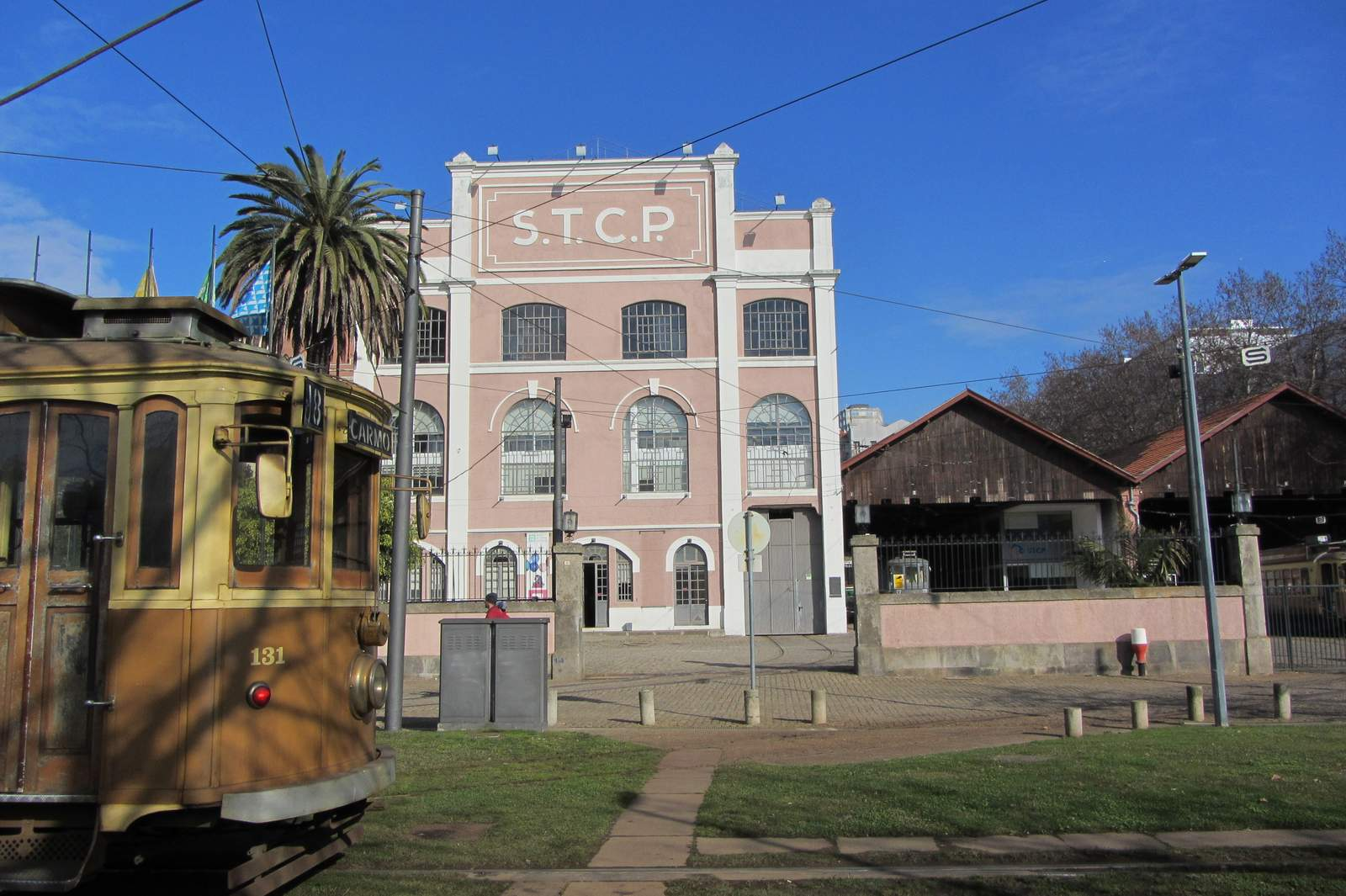
Trammuseum en remise Massarelos

Lordelo do Ouro e Massarelos, officieel União das Freguesias de Lordelo do Ouro e Massarelos is een freguesia in de Portugese gemeente Porto die in 2013 is ontstaan door het samenvoegen van de freguesias Lordelo do Ouro en Massarelos. Lordelo do Ouro e Massarelos wordt begrensd door de freguesias Cedofeita, Santo Ildefonso, Sé, Miragaia, São Nicolau e Vitória aan de oostzijde, Ramalde aan de noordzijde, Aldoar, Foz do Douro e Nevogilde aan de westzijde en door de rivier de Douro aan de zuidzijde. Het oppervlak is 5,34 km².

## Bevolkingsontwikkeling
| Bevolkingsontwikkeling van de freguesias Lordelo do Ouro en Massarelos | Bevolkingsontwikkeling van de freguesias Lordelo do Ouro en Massarelos | Bevolkingsontwikkeling van de freguesias Lordelo do Ouro en Massarelos | Bevolkingsontwikkeling van de freguesias Lordelo do Ouro en Massarelos | Bevolkingsontwikkeling van de freguesias Lordelo do Ouro en Massarelos | Bevolkingsontwikkeling van de freguesias Lordelo do Ouro en Massarelos | Bevolkingsontwikkeling van de freguesias Lordelo do Ouro en Massarelos | Bevolkingsontwikkeling van de freguesias Lordelo do Ouro en Massarelos | Bevolkingsontwikkeling van de freguesias Lordelo do Ouro en Massarelos | Bevolkingsontwikkeling van de freguesias Lordelo do Ouro en Massarelos | Bevolkingsontwikkeling van de freguesias Lordelo do Ouro en Massarelos | Bevolkingsontwikkeling van de freguesias Lordelo do Ouro en Massarelos | Bevolkingsontwikkeling van de freguesias Lordelo do Ouro en Massarelos | Bevolkingsontwikkeling van de freguesias Lordelo do Ouro en Massarelos | Bevolkingsontwikkeling van de freguesias Lordelo do Ouro en Massarelos | Bevolkingsontwikkeling van de freguesias Lordelo do Ouro en Massarelos |
| ---------------------------------------------------------------------- | ---------------------------------------------------------------------- | ---------------------------------------------------------------------- | ---------------------------------------------------------------------- | ---------------------------------------------------------------------- | ---------------------------------------------------------------------- | ---------------------------------------------------------------------- | ---------------------------------------------------------------------- | ---------------------------------------------------------------------- | ---------------------------------------------------------------------- | ---------------------------------------------------------------------- | ---------------------------------------------------------------------- | ---------------------------------------------------------------------- | ---------------------------------------------------------------------- | ---------------------------------------------------------------------- | ---------------------------------------------------------------------- |
| Freguesia                                                              | 1864                                                                   | 1878                                                                   | 1890                                                                   | 1900                                                                   | 1911                                                                   | 1920                                                                   | 1930                                                                   | 1940                                                                   | 1950                                                                   | 1960                                                                   | 1970                                                                   | 1981                                                                   | 1991                                                                   | 2001                                                                   | 2011                                                                   |
| Lordelo do Ouro                                                        | 3 034                                                                  | 3 650                                                                  | 5 341                                                                  | 6 693                                                                  | 7 982                                                                  | 8 084                                                                  | 8 600                                                                  | 09 440                                                                 | 10 260                                                                 | 15 539                                                                 | 17 208                                                                 | 22 316                                                                 | 22 421                                                                 | 22 212                                                                 | 22 270                                                                 |
| Massarelos                                                             | 4 308                                                                  | 5 176                                                                  | 7 238                                                                  | 7 586                                                                  | 7 613                                                                  | 8 956                                                                  | 9 201                                                                  | 11 148                                                                 | 11 222                                                                 | 12 252                                                                 | 10 623                                                                 | 10 100                                                                 | 09 336                                                                 | 07 756                                                                 | 06 789                                                                 |

## Architectuur en bezienswaardigheden

### Museu do Carro Eléctrico (Trammuseum)
Het gebouw van het trammuseum stamt uit het tweede decennium van de 20ste eeuw en was oorspronkelijk de elektriciteitscentrale van het trambedrijf. In 1992 is het in gebruik genomen als trammuseum. In 2012 moest de expositieruimte worden gesloten wegens de slechte staat van het dak, Na renovatie is het museum in 2015 weer geopend. Behalve een verzameling museumvoertuigen zijn ook de overgebleven installaties van de elektriciteitscentrale aanwezig.

### Jardins do Palácio de Cristal
De Jardins do Palácio de Cristal werden ingewijd in 1860, vijf jaar voordat het Palácio de Cristal zelf gereed kwam. Het oorspronkelijk ontwerp is van Émile David. Het park is 9,57 ha groot. De ligging maakt dat er in het park diverse plaatsen zijn met een fraai uitzicht over de rivier. Verschillende delen van het park hebben een eigen thema, zoals de Jardim das Plantas Aromáticas (Tuin met aromatische planten), de Jardim das Medicinais (Medicinale tuin), de Jardim das Cidades Geminadas (Tuin van partnersteden), Jardim dos Sentimentos (Tuin van de Gevoelens) en de Jardim do Roseiral (Rozentuin). In het park bevindt zich ook een kapel gewijd aan Karel Albert van Sardinië die hier de laatste maanden van zijn leven in ballingschap heeft gewoond. Deze kapel, gebouwd op initiatief van de halfzus van Karel Albert, Frederica Augusta de Montléart, staat op het oude terrein van de Quinta da Macieirinha, dat in het park is geïntegreerd. In 2001 is in het pak de Biblioteca Municipal Almeida Garrett geopend naar een ontwerp van de architect José Manuel Soares.

#### Palácio de Cristal
- Het Palácio de Cristal werd gebouwd in de periode 1861-1865. Het ontwerp was van de Engelse architect Thomas Dillen Jones en naar voorbeeld van het Crystal Palace in Londen.Gedurende de 86 jaar van zijn bestaan was het de locatie voor grote tentoonstellingen op allerlei gebied, maar ook voor concerten. In 1951 werd het gebouw gesloopt om plaats te maken voor het Pavilhão dos Desportos.[5]

#### Pavilhão Rosa Mota
- Het Pavilhão dos Desportos werd in 1951-1952 op de plaats en ter vervanging van het Palácio de Cristal. Het gebouw is ontworpen door José Carlos Loureiro en heeft de vorm van een koepel. In de loop der jaren zijn er tal van indoor sportwedstrijden gehouden, maar waren er ook concerten, theater- circusvoorstellingen, tentoonstellingen en congressen. In 1991 is de naam gewijzigd van Pavilhão dos Desportos in Pavilhão Rosa Mota ter ere van deze atlete.[6]

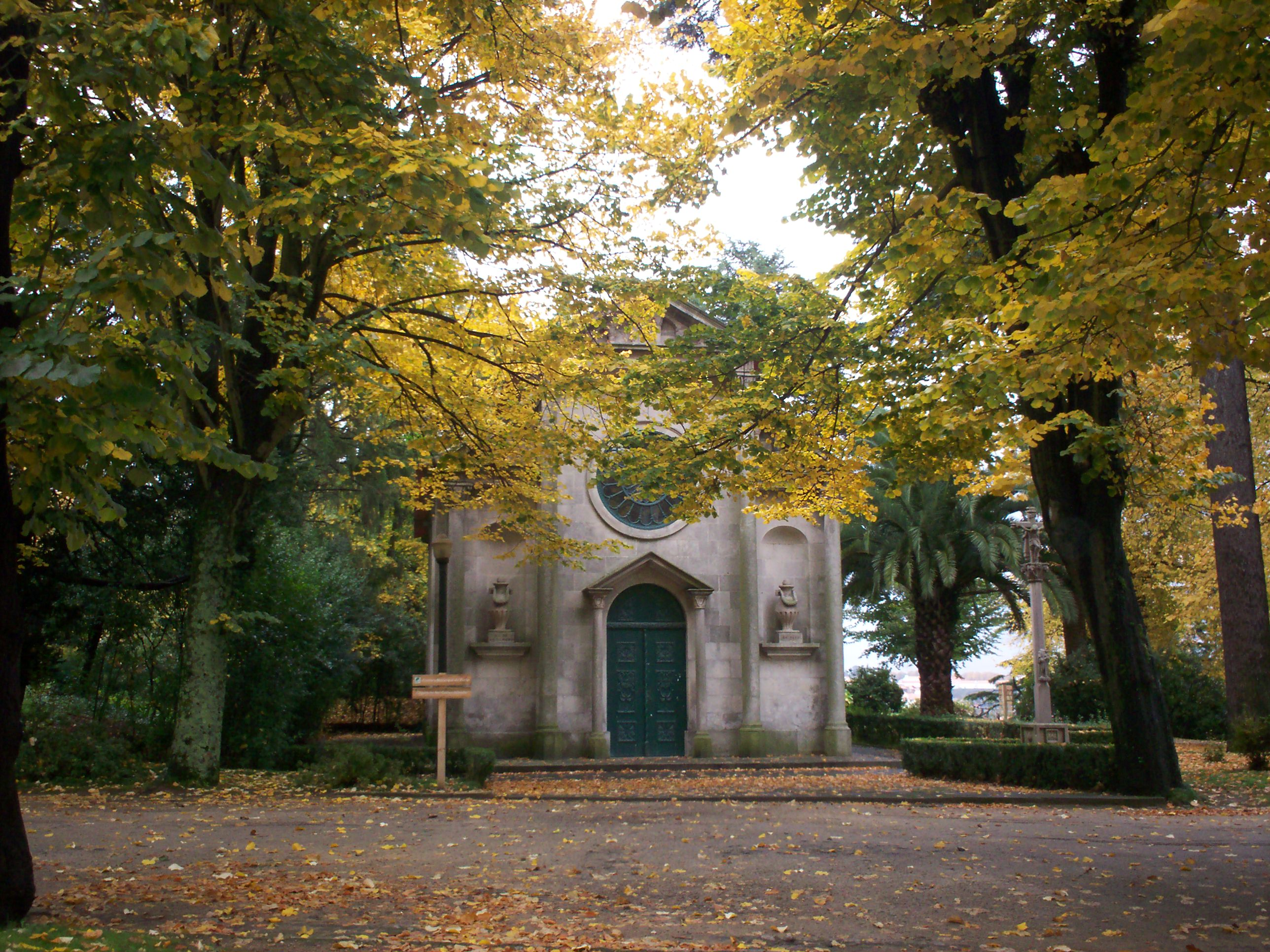
Kapel van Karel Albert van Sardinië in de Jardins do Palácio de Cristal
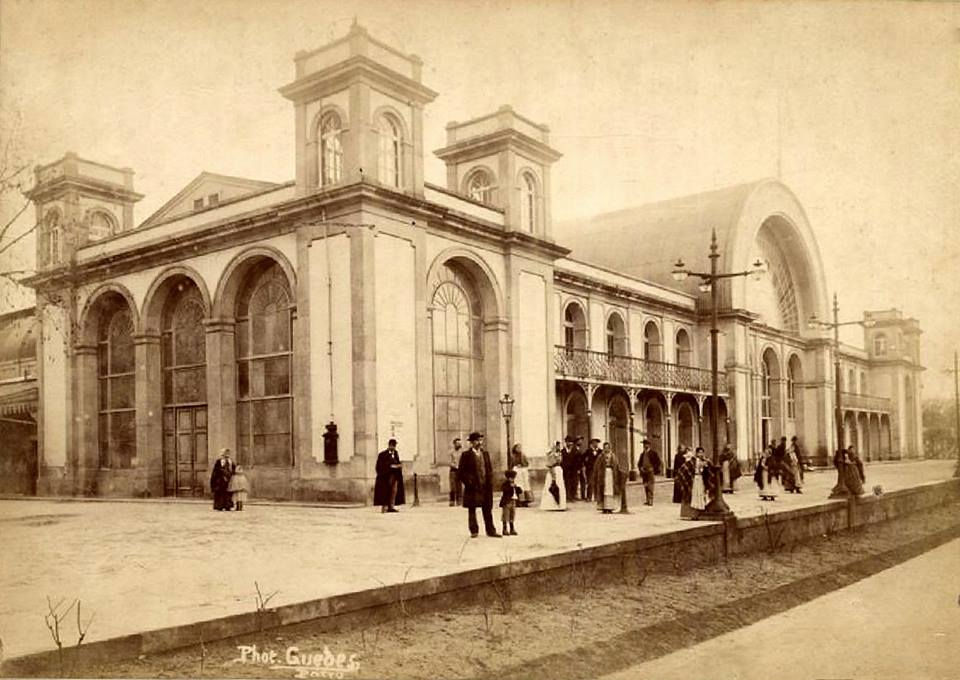
Palácio de Cristal
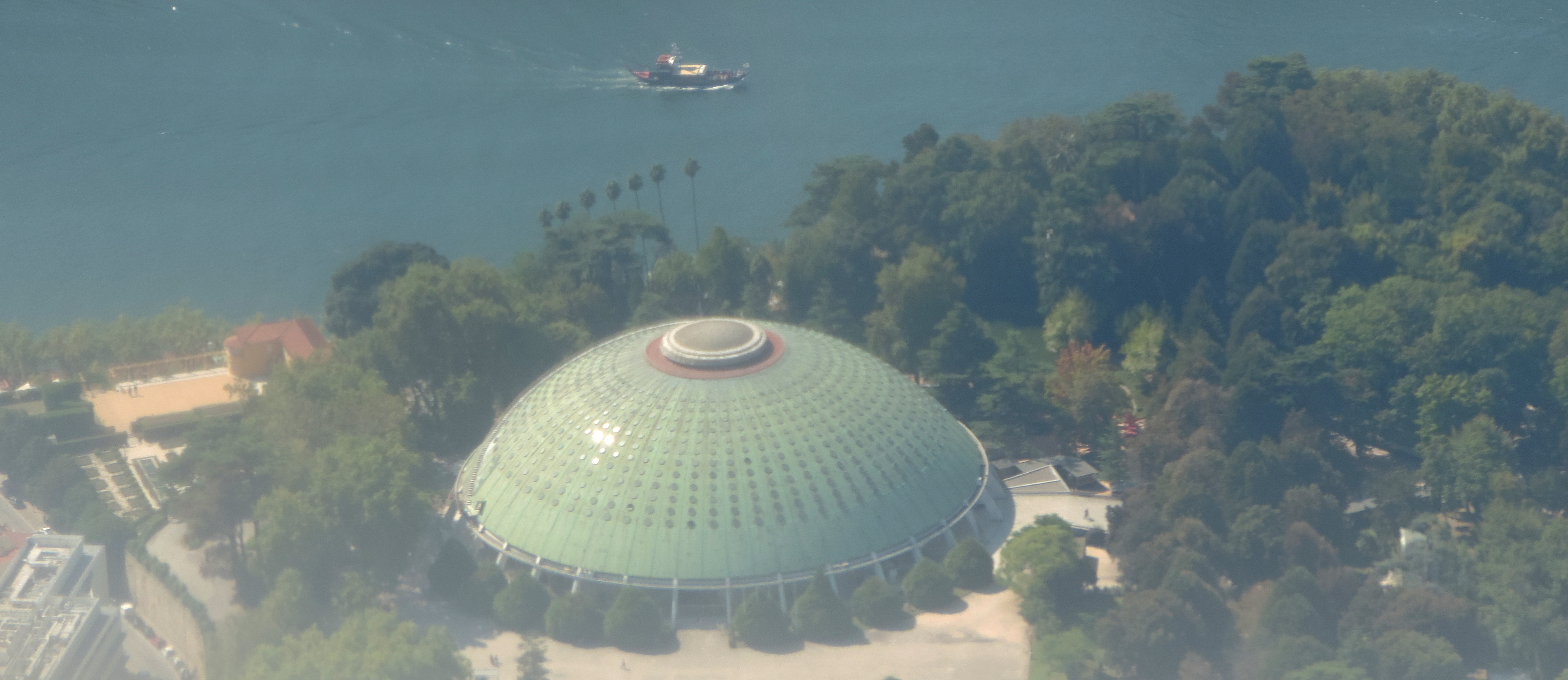
Pavilhão Rosa Mota

### Fundação de Serralves
De Fundação de Serralves is een kunststichting die bestaat sinds 1989. Onder de stichting vallen het Parque de Serralves, het Casa de Serralves en het Museu de Arte Contemporânea de Serralves.

#### Casa en Parque de Serralves
- Deze vila is gebouwd in de periode 1931-1944 in opdracht van Carlos Alberto Cabral, de tweede graaf van Vizela. Het is een gebouw in de art-decostijl ontworpen door José Marques da Silva. Het bijbehorende park is ontworpen door de Franse tuinarchitect Jacques Gréber. De vila heeft een eigen kapel. Het Casa de Serralves staat aan de noordoostzijde van het park aan de Rua de Serralves. Vila en park zijn sinds 2012 een nationaal monument.[7]

#### Museu de Arte Contemporânea de Serralves (Museum voor Hedendaagse Kunst Serralves)
- Het museumgebouw is ontworpen door Álvaro Siza Vieira en in 1999 in gebruik genomen. Het staat aan de noordwestzijde van het Parque de Serralves aan de Rua Dom João de Castro.[8]

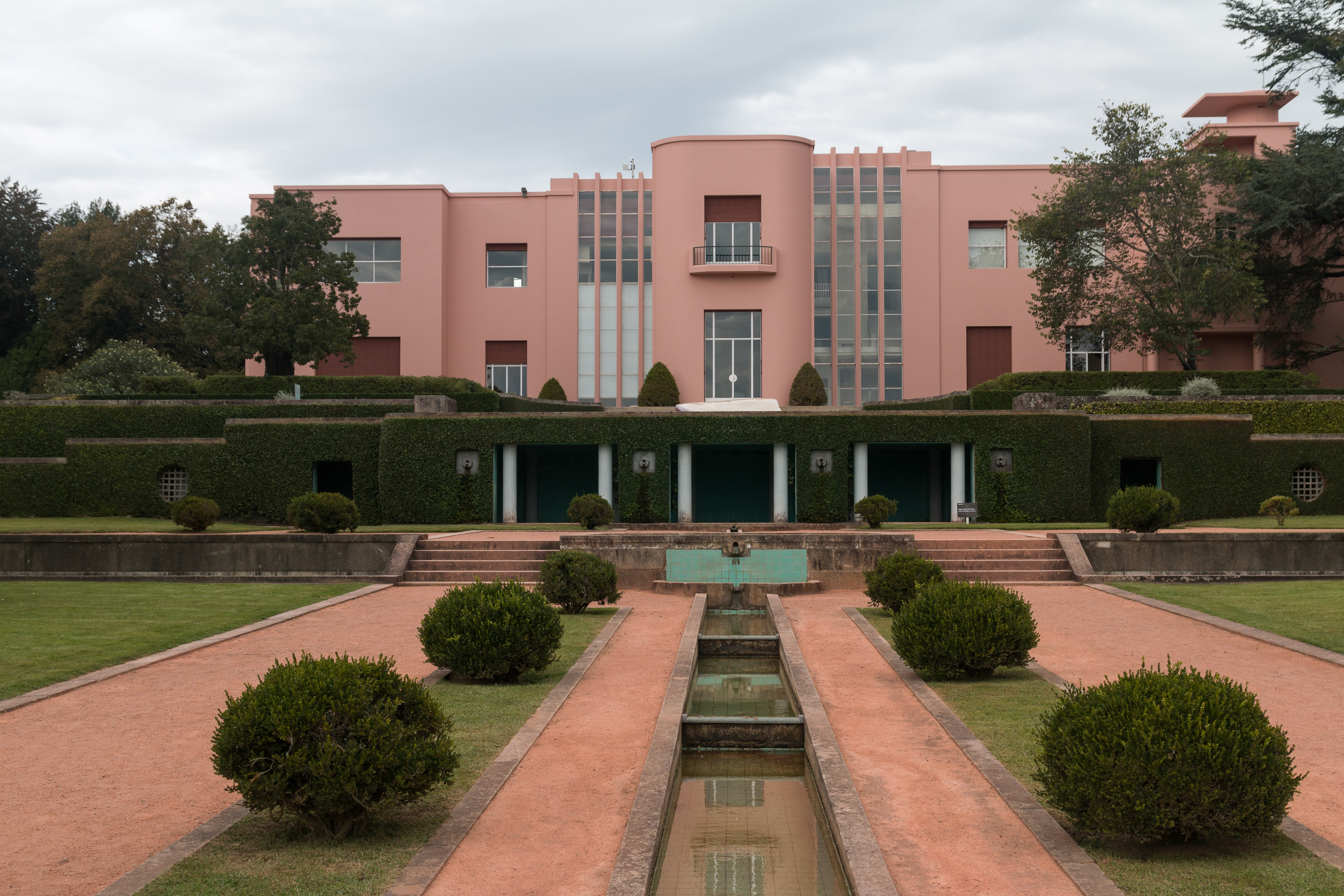
Casa de Serralves
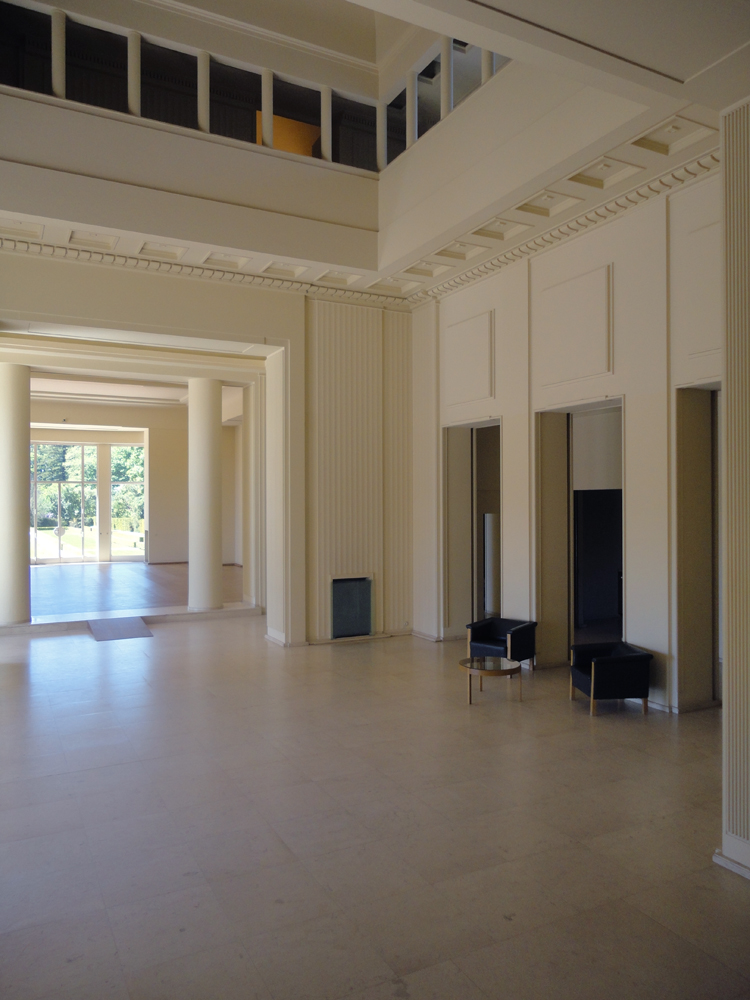
Casa de Serralves - interieur
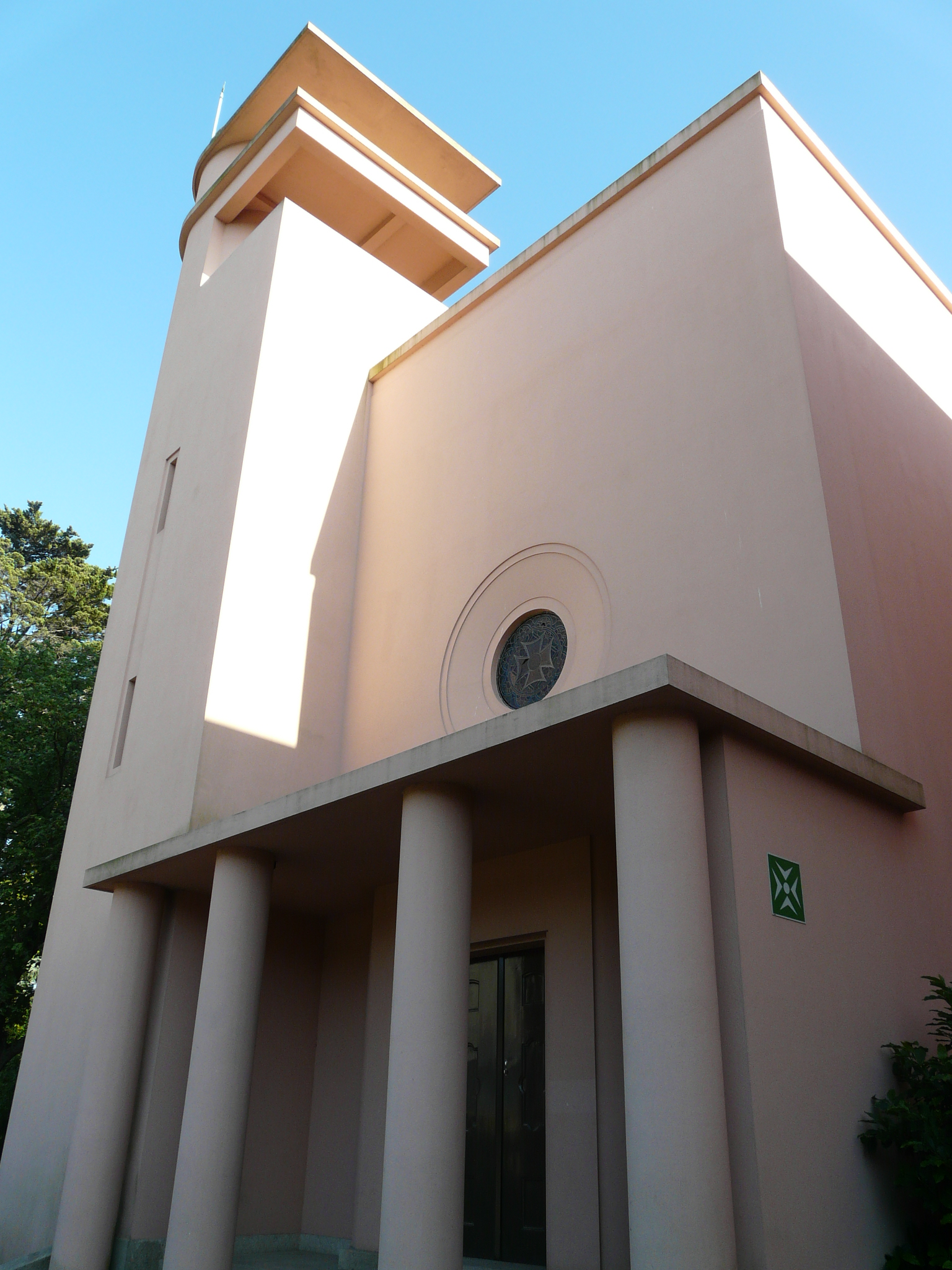
Casa de Serralves - kapel
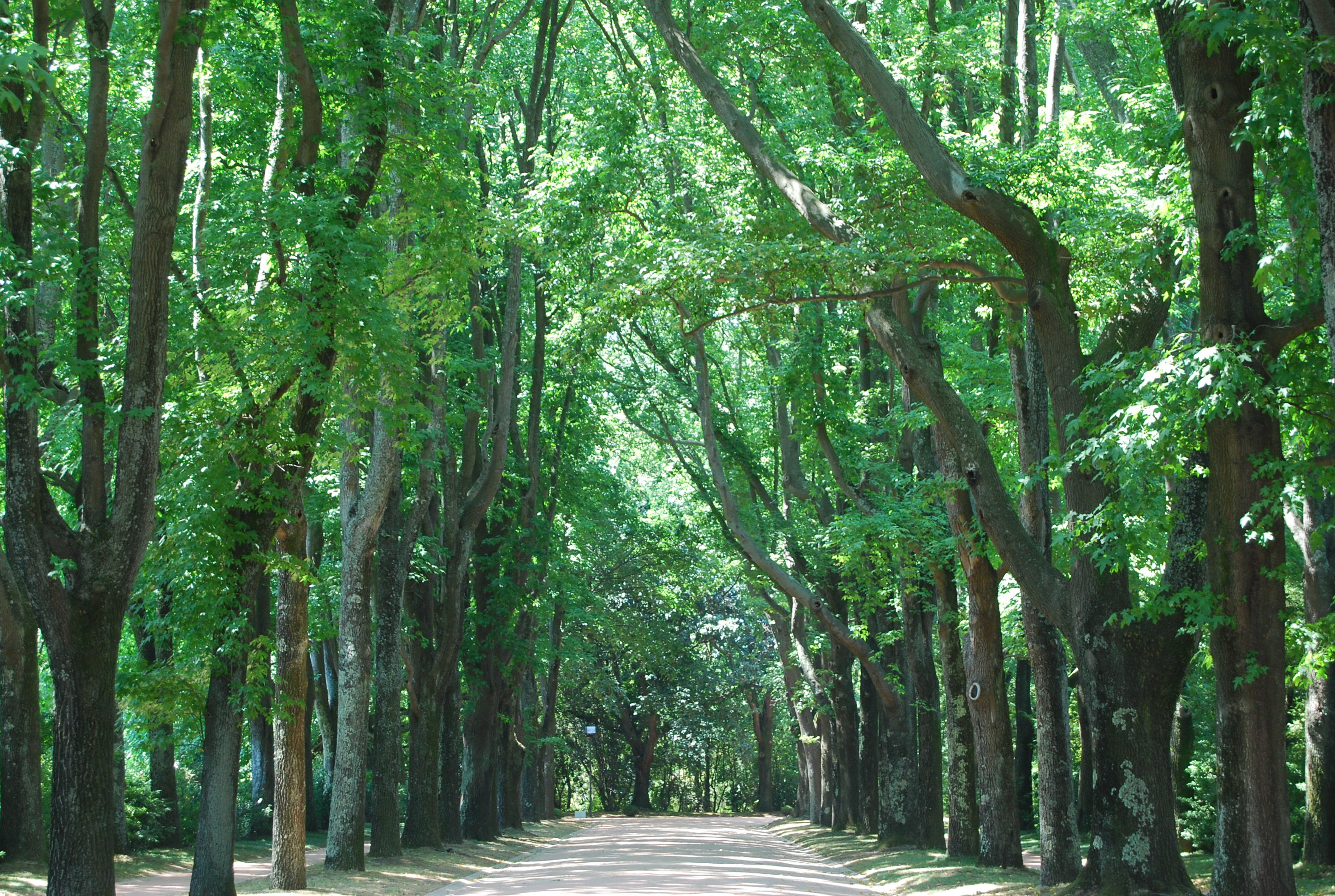
Parque de Serralves
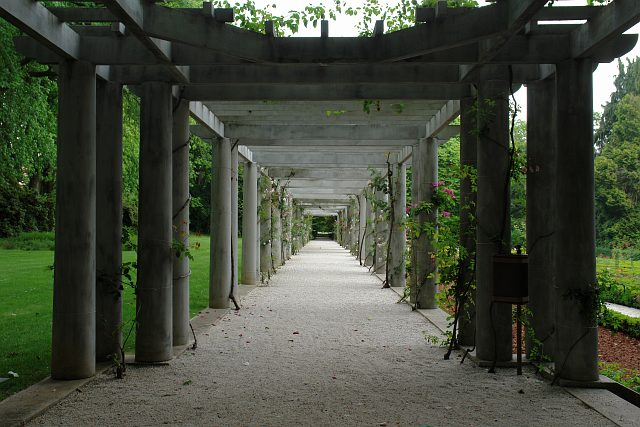
Parque de Serralves
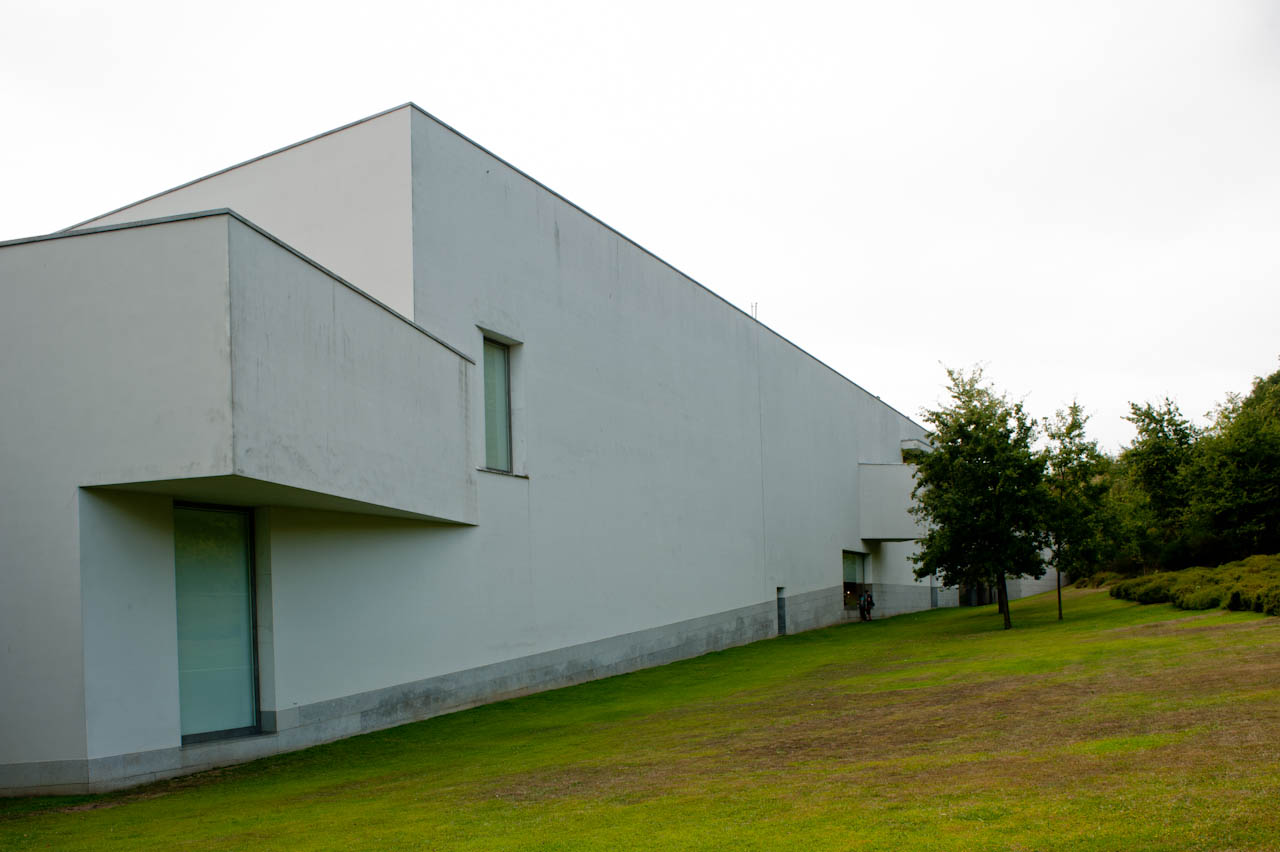
Museu de Arte Contemporânea de Serralves
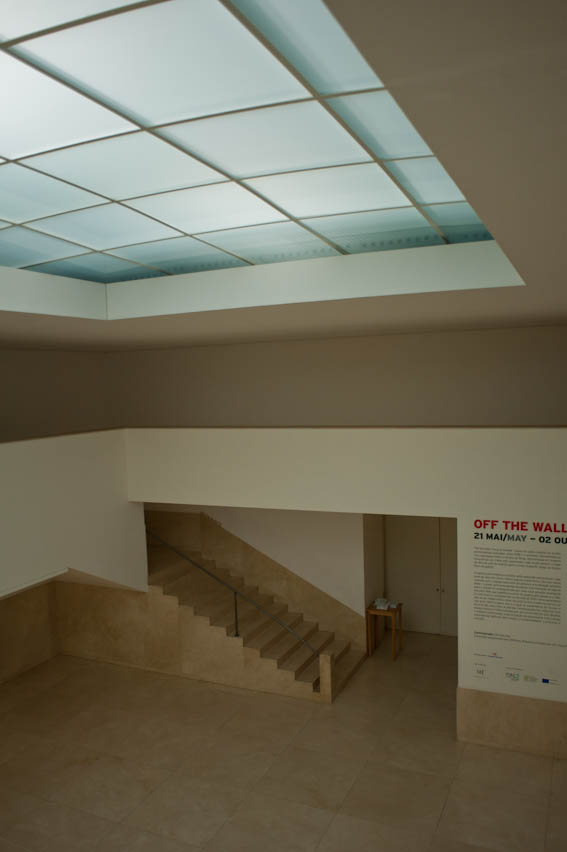
Museu de Arte Contemporânea de Serralves - interieur
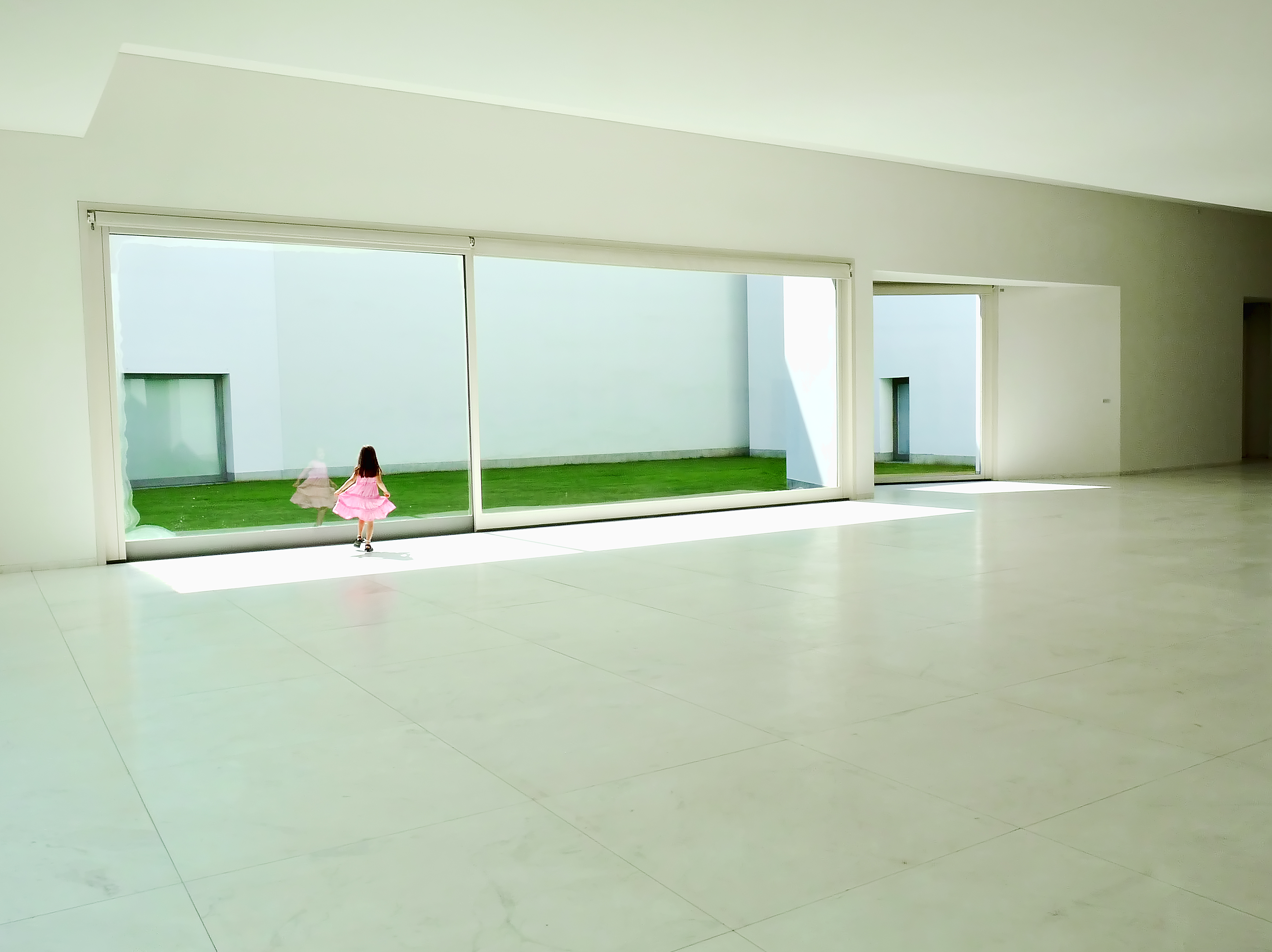
Museu de Arte Contemporânea de Serralves - interieur

### Casa e Capela da Quinta do Bom Sucesso

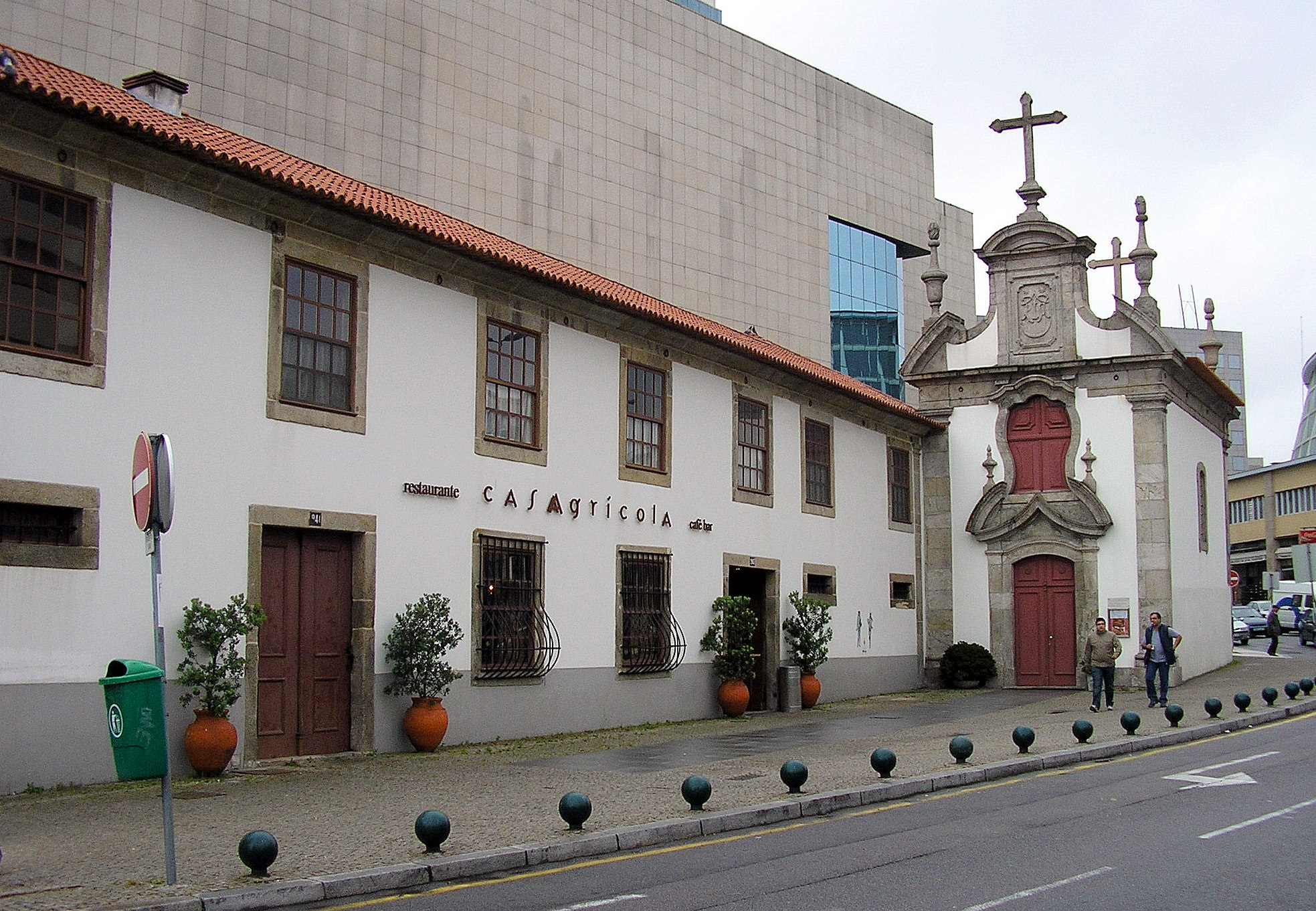
Casa e Capela da Quinta do Bom Sucesso

Deze combinatie van woonhuis en kapel zijn in de achttiende eeuw gebouwd in opdracht van António de Almeida Saraiva, een rijke handelaar die het gebruikte als ontspanningsgelegenheid. Het staat aan de tegenwoordige Rua do Bom Sucesso. Tijdens de bouw stond het in het landelijk gebied buiten de stad. Door de groei van de stad is de omgeving nu stedelijk en het geheel wordt letterlijk overschaduwd door een groot winkelcentrum. Het complex is sinds 2011 een nationaal monument. De woning is tegenwoordig in gebruik als restaurant.

### Mercado do Bom Sucesso
De Mercado do Bom Sucesso is gebouwd in 1951-1952 naar ontwerp van de architecten Fortunato Cabral, Cunha Leão en Morais Soares. Het gebouw bevindt zich vlak bij de Rotunda da Boavista. Het is in 2012-2013 gerenoveerd en dient behalve als onderkomen voor een markt nu ook als huisvesting van een hotel.

### Colégio dos Maristas
Dit pand in neoklassieke stijl staat aan de Avenida da Boavista (nr.1354) en is gebouwd aan het einde van de negentiende eeuw. De architect is niet met zekerheid bekend maar vermoedelijk Joel da Silva Pereira. Het gebouw is sinds 2013 een nationaal monument.

### Casa Allen en Casa das Artas
Het Casa das Artes is een cultureel instituut dat theater- film- en muziekuitvoeringen en tentoonstellingen organiseert. Er is ook een uitgebreide bibliotheek. Het instituut is gevestigd in twee panden: Casa Allen en Casa das Artas. Casa Allen is ontworpen door de architect José Marques da Silva (1869-1947) en kwam gereed in 1927. Casa das Artes is ontworpen door de architect Eduardo Souto de Moura en gebouwd in de periode 1988-1991. Beide panden staan in de Jardins da Casa das Artes, Casa Allen aan de Rua de António Cardoso en Casa das Artas aan de Rua Ruben A.

### Igreja de São Martinho de Lordelo
De bouw van de Igreja de São Martinho de Lordelo begon in 1764, maar de klokkentorens van de kerk kwamen pas gereed in 1867. In 1888 werden op de voorzijde van de kerk en de torens azulejos aangebracht.

### Capela do Senhor e Senhora da Ajuda
Deze kapel is gebouwd in de zeventiende eeuw en bevindt zich in de Rua da Ajuda. In 1919/20 is de oorspronkelijke sacristie gesloopt en zijn de toren en een nieuwe sacristie gebouwd.

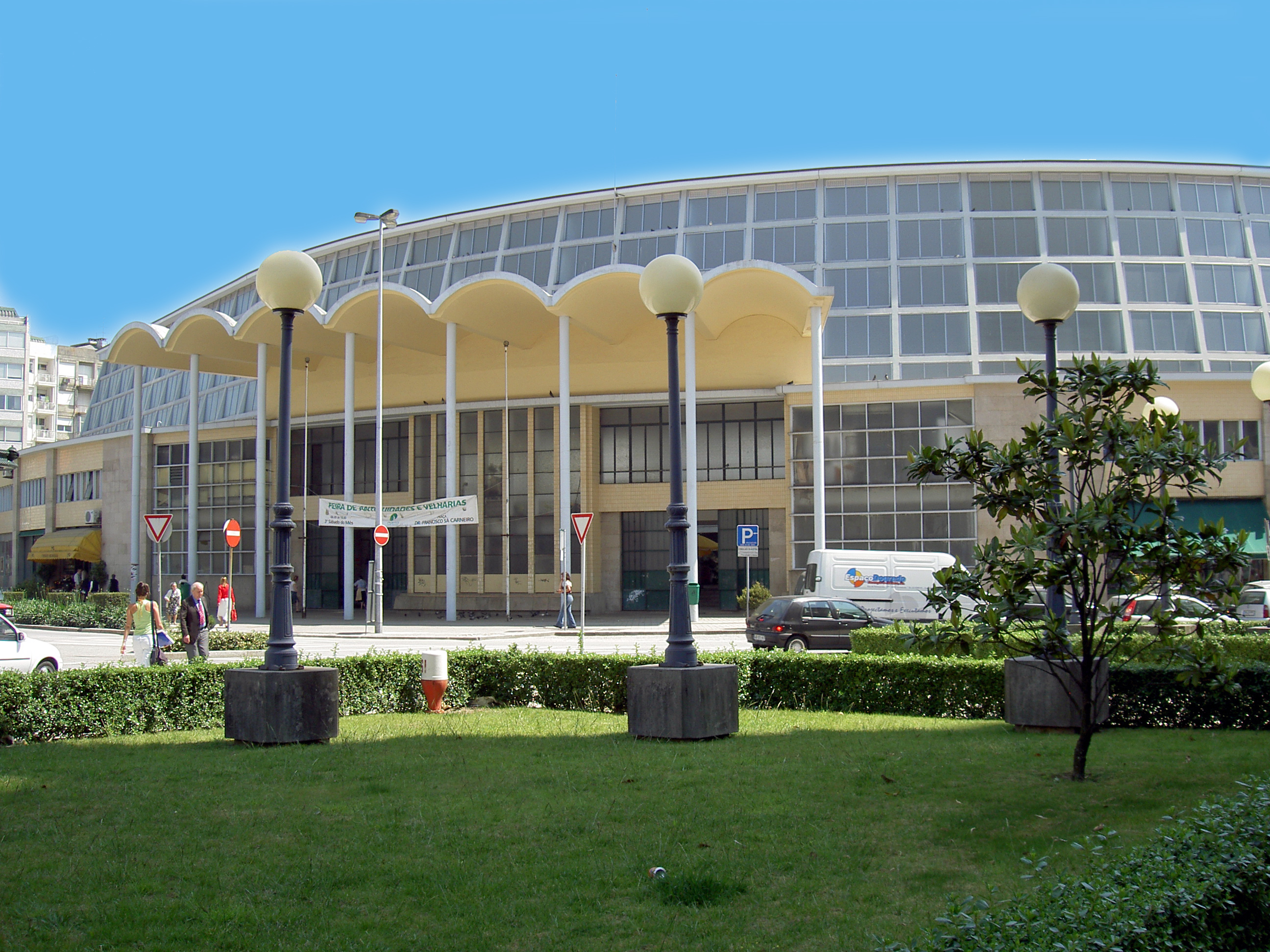
Mercado do Bom Sucesso
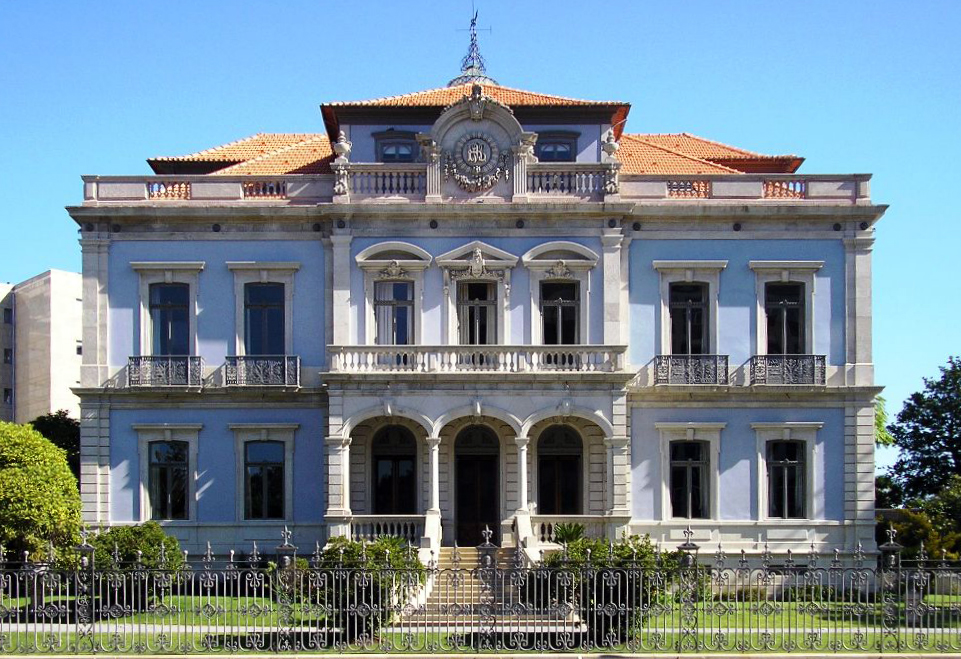
Colégio dos Maristas
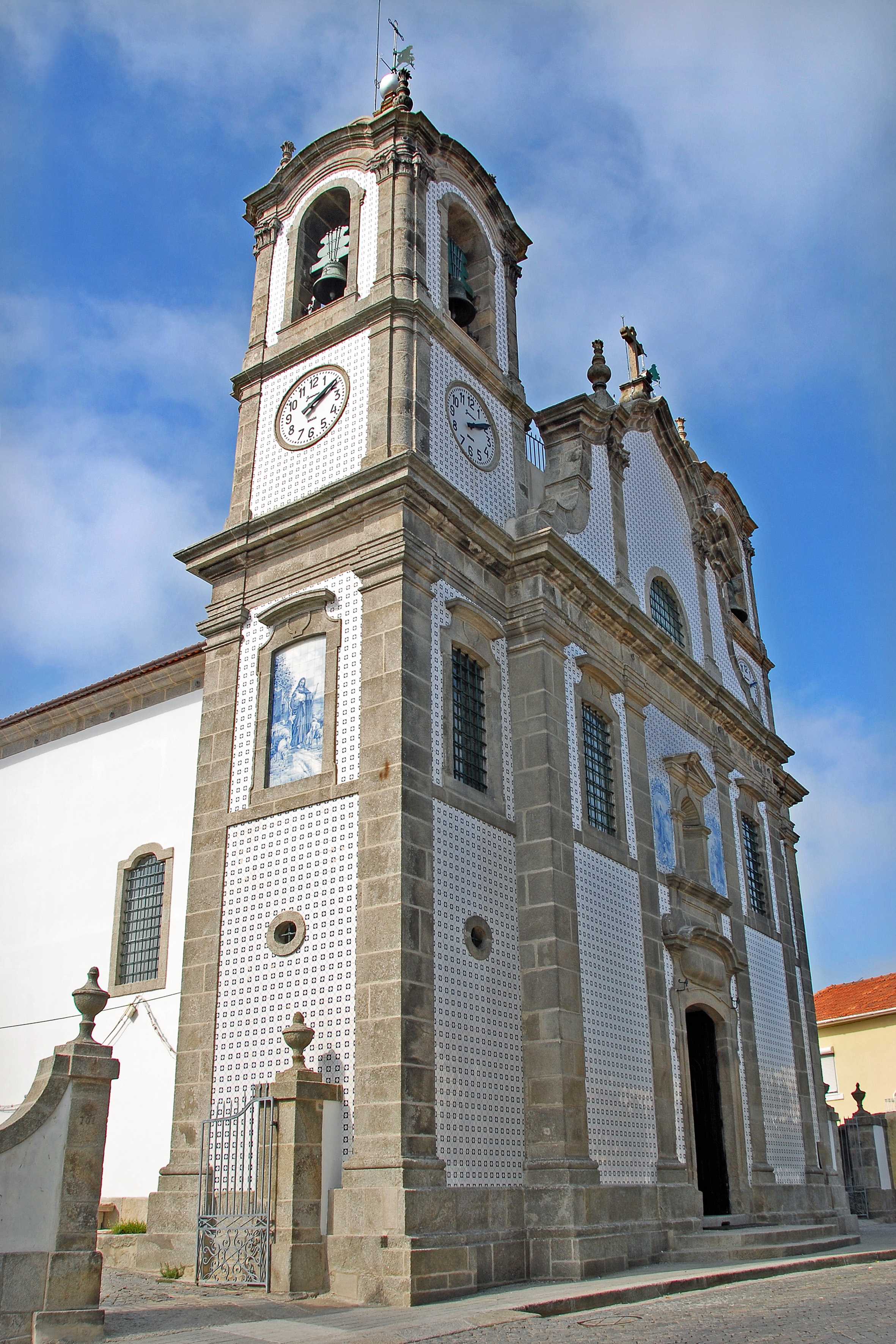
Igreja de São Martinho de Lordelo
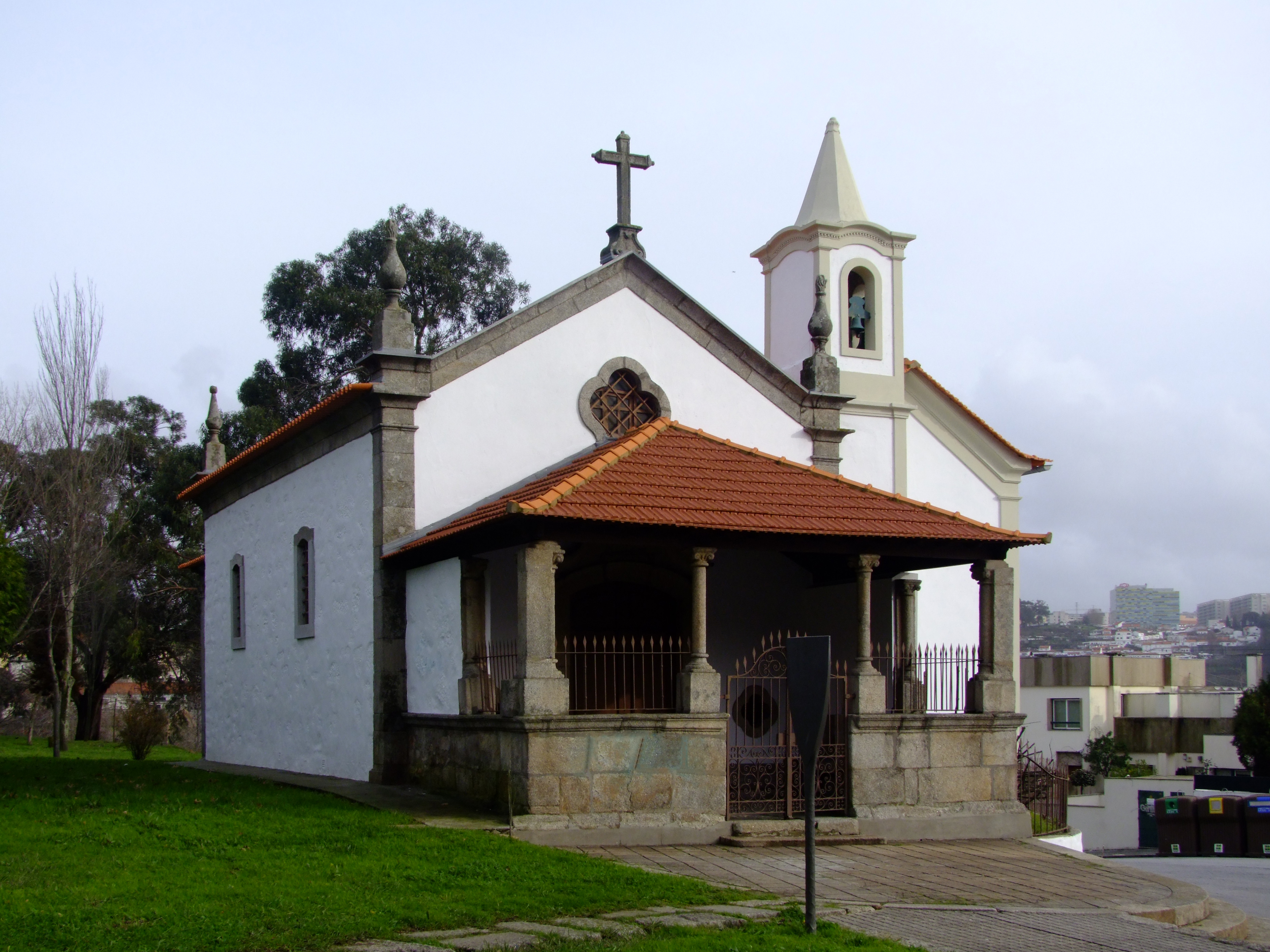
Capela do Senhor e Senhora da Ajuda